# Liste der Mitglieder der Deutschen Akademie der Naturforscher Leopoldina/1995
Die Liste der Mitglieder der Deutschen Akademie der Naturforscher Leopoldina für 1995 listet alle Personen, die im Jahr 1995 zum Mitglied berufen wurden. Insgesamt gab es 26 neu gewählte Mitglieder.

## Neugewählte Mitglieder
| Nr. 1 | Name                    | Beiname 1 | Geboren       | Aufnahme 1 | Gestorben     | Sektion                                    | Bild                 | Datenbank               |
| ----- | ----------------------- | --------- | ------------- | ---------- | ------------- | ------------------------------------------ | -------------------- | ----------------------- |
|       | Jean Aubouin            |           | 5. Mai 1928   |            | 19. Dez. 2020 | Geowissenschaften                          |                      | Jean Aubouin            |
|       | Wolfgang Eisenmenger    |           | 4. Feb. 1944  |            |               | Pathologie und Rechtsmedizin               |                      | Wolfgang Eisenmenger    |
|       | Dietrich von Engelhardt |           | 5. Mai 1941   |            | 14. Jan. 2025 | Wissenschafts- und Medizingeschichte       |                      | Dietrich von Engelhardt |
|       | Bernhard Fleischer      |           | 25. Dez. 1950 |            |               | Mikrobiologie und Immunologie              |                      | Bernhard Fleischer      |
|       | Michael Frotscher       |           | 3. Juli 1947  |            | 27. Mai 2017  | Neurowissenschaften                        |                      | Michael Frotscher       |
|       | Peter Fulde             |           | 6. Apr. 1936  |            | 11. Apr. 2024 | Physik                                     |                      | Peter Fulde             |
|       | Peter Gruss             |           | 28. Juni 1949 |            |               | Genetik/Molekularbiologie und Zellbiologie | Peter Gruss          | Peter Gruss             |
|       | Rudolf Happle           |           | 18. Mai 1938  |            |               | Innere Medizin und Dermatologie            |                      | Rudolf Happle           |
|       | Wolfgang A. Herrmann    |           | 18. Apr. 1948 |            |               | Chemie                                     | Wolfgang A. Herrmann | Wolfgang A. Herrmann    |
|       | Karl-Heinz Hoffmann     |           | 18. Juli 1939 |            |               | Informationswissenschaften                 | Karl-Heinz Hoffmann  | Karl-Heinz Hoffmann     |
|       | Joshua Jortner          |           | 14. März 1933 |            |               | Chemie                                     | Joshua Jortner       | Joshua Jortner          |
|       | Daniel Kastler          |           | 4. März 1926  |            | 8. Juli 2015  | Mathematik                                 |                      | Daniel Kastler          |
|       | Gerhard Krüger          |           | 9. Juli 1933  |            | 9. Okt. 2013  | Informationswissenschaften                 |                      | Gerhard Krüger          |
|       | Paul J. Kühn            |           | 1940          |            |               | Informationswissenschaften                 |                      | Paul J. Kühn            |
|       | Hartmut Michel          |           | 18. Juli 1948 |            |               | Biochemie und Biophysik                    | Hartmut Michel       | Hartmut Michel          |
|       | Irmgard Müller          |           |               |            |               | Wissenschafts- und Medizingeschichte       |                      | Irmgard Müller          |
|       | Lutz Nover              |           |               |            |               | Genetik/Molekularbiologie und Zellbiologie |                      | Lutz Nover              |
|       | Klaus Rajewsky          |           | 12. Nov. 1936 |            |               | Mikrobiologie und Immunologie              | Klaus Rajewsky       | Klaus Rajewsky          |
|       | Werner Rathmayer        |           | 7. März 1937  |            | 22. Jan. 2003 | Organismische und Evolutionäre Biologie    |                      | Werner Rathmayer        |
|       | Helmut Rauch            |           | 22. Jan. 1939 |            | 2. Sep. 2019  | Physik                                     | Helmut Rauch         | Helmut Rauch            |
|       | Pekka Juhani Saukko     |           |               |            |               | Pathologie und Rechtsmedizin               |                      | Pekka Juhani Saukko     |
|       | Maarten Schmidt         |           | 28. Dez. 1929 |            | 17. Sep. 2022 | Physik                                     |                      | Maarten Schmidt         |
|       | Karl Stetter            |           | 16. Juli 1941 |            |               | Mikrobiologie und Immunologie              |                      | Karl O. Stetter         |
|       | Ulrich Tröhler          |           |               |            |               | Wissenschafts- und Medizingeschichte       |                      | Ulrich Tröhler          |
|       | Pál Venetianer          |           | 15. Apr. 1935 |            |               | Genetik/Molekularbiologie und Zellbiologie | Pál Venetianer       | Pál Venetianer          |
|       | Peter von Wichert       |           | 30. Sep. 1935 |            |               | Innere Medizin und Dermatologie            |                      | Peter von Wichert       |